# Buffet Crampon
Buffet Crampon et Compagnie eller Groupe Buffet Crampon er en virksomhed, der traditionelt set producerer træblæseinstrumenter, herunder oboer, tværfløjter, saxofoner og fagoter, men siden 2006, hvor to messingblæserfirmaer blev en del af gruppen, har de også haft messingblæsere i sortimentet. Virksomheden er måske mest kendt for sine klarinetter, idet Buffet anvendes af mange professionelle.